# Casual (série de televisão)
Casual é uma série de televisão de comédia dramática estadunidense que estreou em 7 de outubro de 2015 no Hulu. Criada por Zander Lehmann e dirigida por Jason Reitman, a série é estrelada por Michaela Watkins, Tommy Dewey, Tara Lynne Barr, Nyasha Hatendi e Julie Berman.
Antes de sua estreia no Hulu, os dois primeiros episódios da série foram exibidos no Festival Internacional de Cinema de Toronto. Em 19 de outubro de 2017, o Hulu renovou a série para uma quarta e última temporada com todos os 8 episódios sendo lançados simultaneamente em 31 de julho de 2018.

## Elenco e personagens

### Principal
- Michaela Watkins como Valerie[1]
- Tommy Dewey como Alex
- Tara Lynne Barr como Laura
- Nyasha Hatendi como Leon[2]
- Julie Berman como Leia

### Convidado e recorrente
- Fred Melamed como Charles
- Evan Crooks como Emile
- Frances Conroy como Dawn[2]
- Patrick Heusinger como Michael
- Zak Orth como Drew
- Eliza Coupe como Emmy[3]
- Katie Aselton como Jennifer[4]
- Dylan Gelula como Aubrey[5]
- Britt Lower como Sarah Finn[6]
- Vincent Kartheiser como Jordan Anderson
- Britt Robertson como Fallon[7]
- Kyle Bornheimer como Jack
- Rhenzy Feliz como Spencer
- Jamie Chung como Tina[8]
- Nadine Nicole como Casey
- Maya Erskine como Rae
- Judy Greer como Judy[9]
- Lorenza Izzo como Tathiana[10]

## Episódios
| Temporada | Temporada | Episódios | Originalmente exibido | Originalmente exibido |
| Temporada | Temporada | Episódios | Primeiro episódio     | Último episódio       |
| --------- | --------- | --------- | --------------------- | --------------------- |
|           | 1         | 10        | 7 de outubro de 2015  | 2 de dezembro de 2015 |
|           | 2         | 13        | 7 de junho de 2016    | 23 de agosto de 2016  |
|           | 3         | 13        | 23 de maio de 2017    | 1 de agosto de 2017   |
|           | 4         | 8         | 31 de julho de 2018   | 31 de julho de 2018   |

## Recepção
No Metacritic, a primeira temporada da série tem uma classificação de 77 de 100 com base em 20 avaliações, indicando 'críticas geralmente favoráveis'. O Rotten Tomatoes deu à primeira temporada uma classificação de 93% com base em 28 críticas, o consenso crítico do site diz: "Casual de Jason Reitman é um olhar engraçado - embora muito específico - sobre namoro moderno, aguçado por diálogo ousado e desempenhos autoconfiantes". No 73º Golden Globe Awards, a série foi indicada na categoria de Melhor Série de Televisão - Musical ou Comédia.